# قوانين رقابة الحرب الروسية 2022
القوانين الروسية لعام 2022 التي تفرض الرقابة على الحرب وتحظر البيانات المناهضة للحرب والدعوات إلى فرض عقوبات هي مجموعة من القوانين الفيدرالية التي أصدرتها الحكومة الروسية أثناء الغزو الروسي لأوكرانيا. وتحدد هذه القوانين عقوبات إدارية (القانون رقم 31-ف ز، القانون رقم 62- ف ز) وجنائية (القانون رقم 32- ف ز، القانون رقم 63- ف ز) لنشر «معلومات غير موثوقة» عن القوات المسلحة الروسية وغيرها من الهيئات الحكومية الروسية وعملياتها، وتحظر «تشويه سمعة» الجيش الروسي والهيئات الحكومية الروسية الأخرى، وتحظر الدعوات إلى فرض عقوبات على روسيا. وتعتبر هذه القوانين امتدادًا إضافيًا لقوانين الأخبار الكاذبة الروسية. وأدى اعتماد هذه القوانين إلى نزوح جماعي لوسائل الإعلام الأجنبية من روسيا وإنهاء نشاط وسائل الإعلام الروسية المستقلة.

## نظرة عامة
يضيف القانون الاتحادي المؤرخ في 4 مارس عان 2022 رقم 31-ف ز (الذي اعتمده مجلس الدوما في 4 مارس عام 2022، والذي وافق عليه مجلس الاتحاد في 4 مارس عام 2022، ووقعه رئيس روسيا في 4 مارس عام 2022) إلى قانون الاتحاد الروسي حول الشؤون الإدارية الجرائم المنصوص عليها في المادتين 20.3.3 و20.3.4. وتنص المادة 20.3.3 على غرامات إدارية ضخمة على الأشخاص العاديين والأشخاص الاعتباريين بسبب «تشويه سمعة» القوات المسلحة الروسية وعملياتها، بما في ذلك الدعوات إلى منع استخدام القوات المسلحة الروسية لخدمة مصالح الاتحاد الروسي. وتنص المادة 20.3.4 على غرامات إدارية ضخمة للأشخاص العاديين والأشخاص الاعتباريين بسبب دعوات لفرض عقوبات ضد روسيا أو المواطنين الروس أو الكيانات القانونية الروسية.
أما القانون الاتحادي الصادر في 4 مارس عام 2022 رقم 32-ف ز (اعتمده مجلس الدوما في 4 مارس عام 2022، وافق عليه مجلس الاتحاد في 4 مارس عام 2022، وقعه رئيس روسيا في 4 مارس عام 2022) فقد استكمل القانون الجنائي للاتحاد الروسي بالمواد 207.3 و280.3 و284.2. وتنص المادة 207.3 على عقوبة سجن لمدة تصل إلى 15 عامًا لنشر معلومات غير موثوقة حول القوات المسلحة الروسية وعملياتها. وتنص المادة 280.3 على عقوبة سجن لمدة تصل إلى 5 سنوات بسبب «تشويه سمعة» القوات المسلحة الروسية وعملياتها، بما في ذلك الدعوات إلى منع استخدام القوات المسلحة الروسية لخدمة مصالح الاتحاد الروسي. وتنص المادة 284.2 على عقوبة سجن لمدة تصل إلى 3 سنوات لدعوات لفرض عقوبات ضد روسيا أو المواطنين الروس أو الكيانات القانونية الروسية.
يستخدم القانونان رقم 31-ف ز ورقم 32-ف ز ما يسمى بخطة دادين: يعاقب على الدعوة الأولى ضد استخدام القوات المسلحة الروسية أو الدعوة لفرض عقوبات على روسيا بموجب قانون الاتحاد الروسي بشأن الجرائم الإدارية، وفي الدعوة الثانية يعاقب بموجب القانون الجنائي للاتحاد الروسي. ويُعاقب على نشر معلومات غير موثوقة عن القوات المسلحة الروسية وعملياتها بموجب القانون الجنائي للاتحاد الروسي فقط. ووفقًا للنهج السائد في ممارسات إنفاذ القانون الروسية تُعتبر الانتهاكات التي تُرتكب من خلال المنشورات عبر الإنترنت انتهاكات مستمرة تسمح للسلطات بملاحقة الأشخاص بسبب نصوص منشورة قبل دخول القوانين المذكورة أعلاه حيز التنفيذ؛ ويبدأ سريان قانون التقادم بعد إزالة النصوص ذات الصلة.
القانونان الاتحاديان المؤرخان 25 مارس عام 2022 رقم 62-ف ز ورقم 63-ف ز (اعتمدهما مجلس الدوما في 22 مارس عام 2022، وافق عليهما مجلس الاتحاد في 23 مارس عام 2022، ووقعهما رئيس روسيا في 25 مارس عام 2022) عدلت المادة 20.3.3 من قانون الاتحاد الروسي بشأن الجرائم الإدارية (القانون رقم 62-ف ز) والمادة 207.3 من القانون الجنائي للاتحاد الروسي (القانون رقم 63-ف ز) وجعلت هذه التعديلات «تشويه سمعة» ممارسة الصلاحيات جرمًا يُعاقب عليه، ولا تقتصر ممارسة الصلاحيات على القوات المسلحة الروسية ولكن أي هيئة حكومية روسية (بما في ذلك الحرس الوطني، وجهاز الأمن الفيدرالي، ووزارة حالات الطوارئ، ومكتب المدعي العام، ولجنة التحقيق، ووزارة الخارجية الشؤون) خارج الأراضي الروسية.

## التأثير على وسائل الإعلام

### وسائل الإعلام المحلية
أجبرت العديد من وسائل الإعلام الروسية على التوقف عن تغطية الغزو الروسي لأوكرانيا بسبب هذا القانون، بما في ذلك موقع كولتا، ومجلة «سنوب» على الإنترنت، وموقع زناك، ومجلة «ذا بيل» على الإنترنت، وصحيفة نوفايا جازيتا. وقالت محطة دوجد إنها أوقفت العمليات مؤقتًا بسبب سن القانون سالف الذكر. وأعلنت إذاعة الحرة أنها ستتوقف عن العمل في روسيا بسبب القانون الجديد بشأن الأخبار الكاذبة، لكنها ستستمر بتغطية الأحداث في أوكرانيا أثناء تواجدها في الخارج. كما جرى حظر بعض وسائل الإعلام الأجنبية داخل روسيا.
وفقًا لأغانتستفو غادر أكثر من 150 صحفيًا روسيا بحلول 7 مارس منذ أن وقع بوتين على مشروع القانون ليصبح قانونًا.
في 7 أبريل عام 2022 أطلق صحفيو نوفايا جازيتا صحيفة نوفايا جازيتا يوروب لتجنب الملاحقات القضائية بموجب القانون، وأصبح رئيس تحريرها كيريل مارتينوف، الذي أشار إلى أن نوفايا جازيتا يوروب ستكون مستقلة عن نوفايا جازيتا «قانونًا وفي الممارسة العملية»، حيث تتكون غرفة التحرير من موظفين غادروا روسيا.
في الآونة الأخيرة في 30 أبريل عام 2022 جرى بث الحلقة السادسة من برنامج رسامو رسوم متحركة ضد الحرب على يوتيوب ضمن حملتهم ضد الغزو على الرغم من محاولتهم الالتفاف على الرقابة. وظهر العلم الأوكراني فقط ووجه بوتين مُصورًا في عرض قصير مدته دقيقتان، وكان تأثير قوانين الرقابة واضحًا.

### وسائل الإعلام الخارجية باللغة الروسية
انتقد أوليغ كوفاييف الفنان الروسي المقيم في إسرائيل ومبتكر مسلسل الكرتون ماسيانيا الغزو الروسي لأوكرانيا في 22 مارس عام 2022 في بث الحلقة 160. وفي الحلقة تقارن الشخصيات بين بوتين وأدولف هتلر. وفي نهاية الحلقة يسلم ماسيانيا لبوتين سيف كاتانا ياباني، ما يعني أنه سيتبع ممارسة هارا كيري ( سيبوكو - قطع الأحشاء). وعقب ذلك حظرت الدائرة الاتحادية لرقابة الاتصالات وتقنية المعلومات والإعلام هذه الرسوم المتحركة.
شُن هجوم للحرمان من الخدمات ضد الأصول التي يسيطر عليها كوفاييف بعد يومين من قيام المنظم بتوجيه تهديده بشأن الحادث لأنه «يشوه سمعة القوات المسلحة للاتحاد الروسي» و«يحتوي على معلومات كاذبة ذات أهمية اجتماعية حول العملية العسكرية الجارية للدفاع عن جمهوريتي دونيتسك ولوغانسك الشعبيتين»، لكن لم يتضح على الفور كيف ستكون الحكومة الروسية قادرة على فرض تدابيرها حيث يجري تحقيق الدخل من المسلسل أيضًا على يوتيوب. وتفرض العقوبة الجنائية على الأشخاص الذين «ينشرون أخبارًا كاذبة عن عمد» بموجب القوانين، لكن حدود الاختصاص القضائي لا تزال سارية.
عرضت الحلقة رقم 161 التي بُثت في 12 مايو عام 2022 تفسيرات للأطفال حول حقيقة أن ما رأوه بأعينهم لا يمكن التحدث به بصوت عالٍ خوفًا من إثارة غضب السلطات الروسية وشهوة العنف الإداري ضد الأسرة.
صورت الحلقة رقم 162 التي جرى تحميلها في 11 يوليو عام 2022 هجومًا صينيًا على روسيا وقنابل تسقط على نوفغورود وموسكو وتفير. وفي الرسوم المتحركة يريد زعيم الحزب الشيوعي الصيني اجتثاث النازية من روسيا واستعادة الأراضي الصينية، ويلاحظ أن اللغة الروسية ليست لغة حقيقية، بل هي مشتقة من اللغة الأوكرانية. وتقوم الرسوم المتحركة أحيانًا بتركيب شخصيات كرتونية على خلفية صور فوتوغرافية للآثار والمباني الواقعية، مثل مسرح دونيتسك الأكاديمي الإقليمي للدراما في ماريوبول. ويختتم الرسم المتحرك بملاحظة متداخلة مفادها أن «هذه الحرب» هي عار لروسيا وأن روسيا ستعاني من اللعنة لقرون نتيجة لذلك.